# 祇園站 (廣島縣)
祇園站（日语：／ Gion eki */?）是位於廣島縣安佐郡祇園町（現時：廣島市安佐南區祇園），鐵道省可部線的鐵路車站（廢站）。

## 概要
此站是可部線當初開通時已經啟用，當時為大日本軌道廣島支社線的終點站。車站位於安神社後方。

## 歷史
- 1909年（明治42年）12月19日[1] - 大日本軌道廣島支社線橫川停留場至祇園停留場之間開業，此終點站啟用。當時的軌距為762毫米及非電氣化。
- 1910年（明治43年）11月19日 - 祇園停留場至古市橋站之間開業，成為中途站。
- 1919年（大正8年）3月11日 - 路線轉讓給可部軌道，成為該公司的停留場。
- 1926年（大正15年）5月1日 - 公司合併為廣島電氣，成為該公司的停留場。
- 1928年（昭和3年）11月9日 - 包含此站在內，橫川停留場至古市橋站之間改軌距至1067毫米，同時電氣化（直流600V）。
- 1931年（昭和6年）7月1日 - 路線轉讓給廣濱鐵道，成為該公司的停留場。
- 1936年（昭和11年）9月1日 - 可部線國有化。
- 1943年（昭和18年）10月1日 - 包含此站在內，與可部線部分車站一同暫停營業[2]。

## 相鄰車站
鐵道省
可部線
下祇園－祇園－古市橋

## 注腳
1. ↑  『広島県統計書. 昭和３年　第１編（其ノ２）』（國立國會圖書館近代數碼圖書館）
2. ↑  「鉄道省告示第271号」『官報』1943年9月15日（國立國會圖書館數碼化收藏）

## 相關項目
- 日本鐵路車站列表 Gi